# 光棘紅娘魚
光棘紅娘魚（學名：Lepidotrigla cadmani）為輻鰭魚綱鮋形目牛尾魚亞目角魚科紅娘魚屬的其中一種，分布於東大西洋區，從茅利塔尼亞北部至安哥拉海域，棲息深度30-400公尺，體長可達30公分，為底棲性魚類，棲息在沙泥底質的深水域，屬肉食性，可做為食用魚。

## 擴展閱讀
維基物種上的相關：光棘紅娘魚